# Barrage de Çoğun
Le barrage de Çoğun est un barrage en Turquie. La rivière Kızılözü arrose Kirsehir et se jette dans le fleuve Kızılırmak.

## Sources
- (en) www.dsi.gov.tr/tricold/cogun.htm Site de l'agence gouvernementale turque des travaux hydrauliques